# Maria-leque-do-sudeste

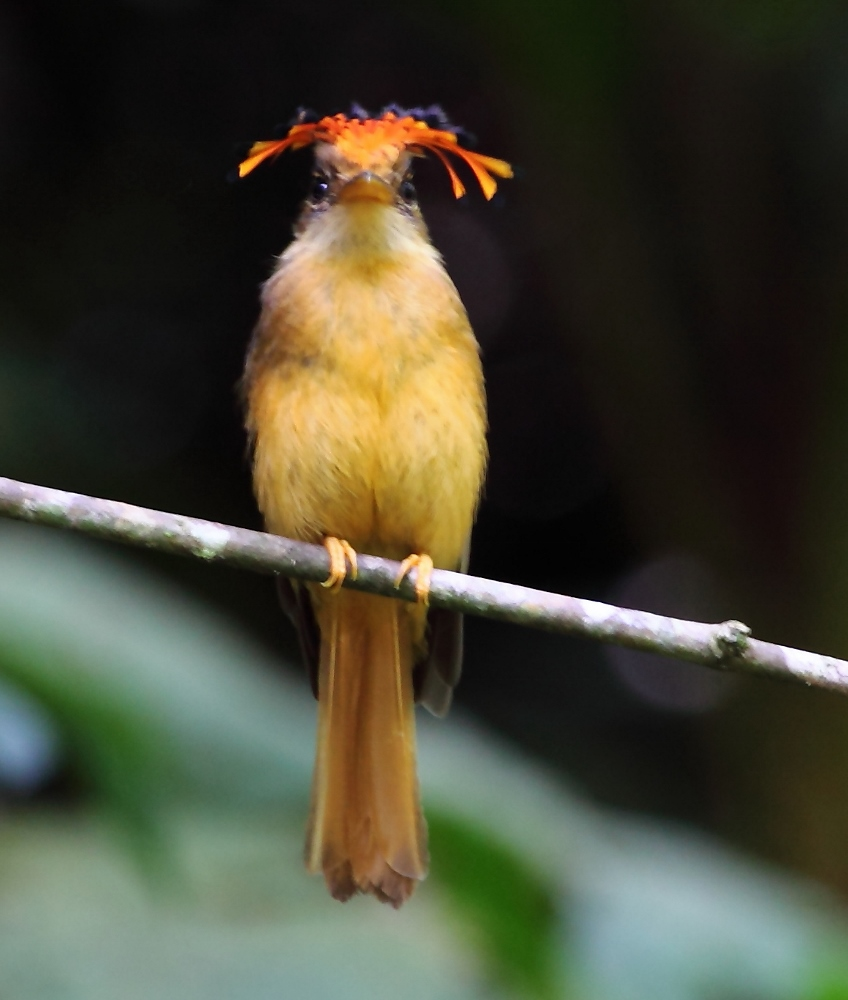
Mostrando a crista parcialmente aberta em Tapiraí, São Paulo, Brasil

Caça-moscas-real-atlântico ou maria-leque-do-sudeste (Onychorhynchus swainsoni) é uma ave passeriforme da família Tityridae.
Medindo de 16 a 17,5 cm de comprimento e pesando entre 13 e 21 gramas, a maria-leque-do-sudeste conta com uma crista espetacular, mas raramente vista. A parte de cima tem uma coloração uniforme marrom-pálida, cauda e uropígio canela, uma garganta esbranquiçada, e parte de baixo ocrácea. A crista é geralmente deixada plana, dando uma forma de cabeça de martelo à cabeça. Quando levantada, a crista mostra uma notável combinação de escarlate, preto e azul (o amarelo substituindo o vermelho nas fêmeas).
A espécie é endêmica da Mata Atlântica do sudeste do Brasil, e está ameaçada por causa da perda de habitat.